# Wędzidełko napletka
Wędzidełko napletka (łac. frenulum preputii) – niewielki, cienki, elastyczny fałd skórny znajdujący się na spodniej stronie żołędzi i szyjki prącia. U mężczyzn nieobrzezanych łączy również napletek z żołędzią i błoną śluzową po stronie brzusznej. U dorosłych wędzidełko jest zazwyczaj na tyle elastyczne, że umożliwia przesuwanie napletka nad żołędzią oraz wspomaga jego cofanie podczas erekcji. W stanie spoczynku napina się, zwężając otwór napletka.
Wędzidełko prącia jest homologiczne do wędzidełka łechtaczki u kobiet. Jest ono podobne do wędzidełka języka, które łączy dolną powierzchnię języka z żuchwą, lub wędzidełka górnej wargi, które łączy wargę z dziąsłem.
U niektórych osób wędzidełko może być za krótkie – jest to zjawisko znane jako krótkie wędzidełko napletka (frenulum breve). W takim przypadku (zwłaszcza jeśli występuje również skrzywienie prącia w dół) stosuje się frenulektomię lub frenuloplastykę.

## Budowa
Wędzidełko to dobrze unaczyniony pas błony śluzowej po brzusznej stronie żołędzi i prącia. Stanowi granicę między warstwą zewnętrzną i wewnętrzną napletka. Podczas życia płodowego powstaje, gdy boczne krawędzie blaszki napletkowej zbliżają się do siebie na linii środkowej brzucha. Nie dochodzi jednak do ich całkowitego zespolenia – pozostają oddzielone cienką przegrodą mezenchymatyczną, która przekształci się w wędzidełko napletka.
Jako część żołędzi prącia, wędzidełko jest unerwione przez gałęzie nerwu sromowego, w tym nerw grzbietowy prącia. Unaczynienie wędzidełka zapewniają odgałęzienia tętnicy grzbietowej prącia, które okrążają szyjkę prącia i wnikają w wędzidełko od strony brzusznej. Nie jest pewne, czy tętnica wędzidełkowa jest pojedyncza, czy podwójna. Odpływ żylny odbywa się przez mniejsze żyły zlokalizowane wokół szyjki prącia. Wędzidełko znajduje się na brzusznej linii środkowej żołędzi, gdzie łączą się jej skrzydła, tworząc septum glandis.

## Badania
Krótkie wędzidełko może powodować zaburzać erekcję prącia, ejakulację oraz powodować dyskomfort podczas stosunku seksualnego. Leczenie polegające na wydłużeniu lub rekonstrukcji wędzidełka u mężczyzn obrzezanych i nieobrzezanych przynosiło pozytywne rezultaty w postaci zwiększonej satysfakcji seksualnej, dłuższego utrzymywania erekcji oraz wydłużenia czasu do wytrysku.
U osób z uszkodzeniem rdzenia kręgowego, które uniemożliwia odczuwanie bodźców, stymulacja wędzidełka tuż poniżej żołędzi może wywołać orgazm. Jest to sposób, w jaki osoby z takimi urazami mogą angażować się w aktywność seksualną.

## Znaczenie kliniczne
Krótkie wędzidełko napletka (frenulum breve) to stan, w którym krótkie wędzidełko ogranicza ruch napletka, co może utrudniać normalne życie seksualne. Może również przyczyniać się do skrzywienia prącia w dół (frenular chordee), w którym żołądź jest pociągana w kierunku brzusznej strony prącia.

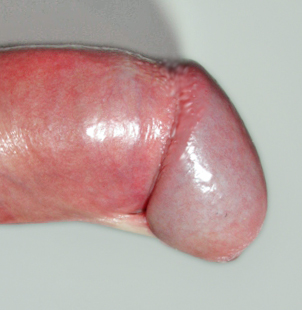
Krótkie wędzidełko napletka, powodujące pociągnięcie żołędzi ku dołowi

Leczenie może być zarówno chirurgiczne, jak i niechirurgiczne. Do metod niechirurgicznych należą ćwiczenia rozciągające oraz stosowanie maści steroidowych. Chirurgiczne metody obejmują frenuloplastykę (wydłużenie lub rekonstrukcję wędzidełka), frenulektomię lub obrzezanie. Istnieją techniki obrzezania, które pozwalają na zachowanie wędzidełka w nienaruszonym stanie.
Podczas aktywności seksualnej wędzidełko może ulec naderwaniu. Tego typu urazy zazwyczaj goją się samoistnie. W cięższych przypadkach może dojść do uszkodzenia tętnicy wędzidełkowej, co skutkuje krwawieniem.
Brak wędzidełka może występować w przypadkach pierwszego stopnia spodziectwa.

### Publikacje polskojęzyczne
- Zygmunt Urbanowicz: Mała encyklopedia anatomii człowieka. Lublin: Czelej, 2003. ISBN 83-89309-09-2. (pol.).

### Publikacje anglojęzyczne
- Christian Jessen: Can I just ask?. Londyn: Hay House, 2010. ISBN 978-1-84850-246-8. [dostęp 2025-03-17]. (ang.).
- Helen Weiss, Jonny Polonsky, Robert Bailey, Catherine Hankins, Daniel Halperin, George Schmid: Male circumcision: global trends and determinants of prevalence, safety and acceptability. Genewa: WHO Press, 2007. ISBN 978-92-4-159616-9. [dostęp 2025-03-17]. (ang.).
- Mohamed A. Baky Fahmy: Normal and Abnormal Prepuce. Springer International Publishing, 2020. ISBN 978-3-03037-621-5. [dostęp 2025-03-17].
- Fahmy M.A.B., Normal and Abnormal Prepuce, Springer Nature, 6 marca 2020, ISBN 978-3-030-37621-5 [dostęp 2025-03-17] (ang.).
- Andrews Griffin, Lawrence Kroovand. Frenular chordee: implications and treatment. „Urology”. 35 (2), luty 1990. DOI: 10.1016/0090-4295(90)80060-Z. PMID: 2305537. (ang.).
- Frank Hinman Jr. The blood supply to preputial island flaps. „The Journal of Urology”. 145 (6), 1991. DOI: 10.1016/s0022-5347(17)38584-1. ISSN 0022-5347. PMID: 2033699. [dostęp 2025-03-18]. (ang.).
- Kostis I. Gyftopoulos. Meatal stenosis after surgical correction of short frenulum: Is the “pull-and-burn” method the way to go?. „Urology Annals”. 10 (4), 2018. DOI: 10.4103/UA.UA_25_18. ISSN 0974-7796. PMID: 30386085. PMCID: PMCPMC6194789. (ang.).
- Hüseyin Özbey, Ali Kumbasar. Glans wings are separated ventrally by the septum glandis and frenulum penis: MRI documentation and surgical implications. „Turkish Journal of Urology”. 43 (4), 2017. DOI: 10.5152/tud.2017.00334. ISSN 2149-3235. PMID: 29201519. PMCID: PMC5687219. [dostęp 2025-03-18].
- Luigi Gallo, Sisto Perdonà, Antonio Gallo. Original Research—Ejaculatory Disorders: The Role of Short Frenulum and the Effects of Frenulectomy on Premature Ejaculation. „The Journal of Sexual Medicine”. 7 (3), marzec 2010. DOI: 10.1111/j.1743-6109.2009.01661.x. (ang.).
- Bo Song, Z.-M. Cai. Possible function of the frenulum of prepuce in penile erection. „Andrologia”. 44 (1), luty 2012. DOI: 10.1111/j.1439-0272.2010.01099.x. ISSN 1439-0272. PMID: 22126255. S2CID 32268548. (ang.).
- J. L. Pryor, S. C. LeRoy, T. C. Nagel, H. C. Hensleigh. Vibratory stimulation for treatment of anejaculation in quadriplegic men. „Archives of Physical Medicine and Rehabilitation”. 76 (1), styczeń 1995. DOI: 10.1016/s0003-9993(95)80044-1. PMID: 7811177. (ang.).
- S. P. Shenoy, P. K. Marla, P. Sharma, N. Bhat i inni. Frenulum Sparing Circumcision: Step-By-Step Approach of a Novel Technique. „Journal of Clinical and Diagnostic Research”. 9 (12), grudzień 2015. DOI: 10.7860/JCDR/2015/14972.6860. PMID: 26816940. PMCID: PMC4717729. [dostęp 2025-03-18]. (ang.).

### Publikacje w innych językach
- Bo Song, Zhen-hui Hou, Qun-long Liu, Wei-ping Qian. Penile frenulum lengthening for premature ejaculation. „Zhonghua Nan Ke Xue”. 21 (2), 2015. ISSN 1009-3591. PMID: 25796689. (chiń.).